# One Little Kiss
One Little Kiss (ワンリルキス) est un groupe de musique d’idoles japonaises formé en 2011. Les membres ont aussi des activités en tant que seiyū (doubleuses de voix) pour des animes.
Les membres animent l’émission de radio Seiyū Variety Say! You! Say! Me! (声優バラエティーSay! You! Say! Me!) sur Ustream. Le programme a été diffusé sur TV Aichi et AT-X jusqu'en 2012. Le groupe d’idoles fait ses débuts avec le single Itsuka, "Say! You! Say! Me!" en mars 2012.
One Little Kiss a rejoint le label d'idoles T-Palette Records en juillet 2013. Entre septembre 2013 et juillet 2014, le groupe sort sous ce label trois singles qui figureront pour la première fois dans les classements de l'Oricon.
En avril 2015, le label T-Palette Records rend hommage au groupe populaire japonais Pizzicato Five avec l’album de reprise intitulé Idol Bakari Pizzicato -Konishi Yasuharu × T-Palette Records qui sort le 22 avril. One Little Kiss a participé cette compilation avec les groupes d'idoles Vanilla Beans Negicco, lyrical school, ainsi que les Idol Renaissance, en interprétant les chansons les plus populaires de Pizzicato Five. L'album sort en une seule édition.

## Membres
| Prénom et nom                | Date de naissance | Couleur    | Notes |
| ---------------------------- | ----------------- | ---------- | ----- |
| Nozomi Furuki (古木のぞみ)   | 12 janvier 1988   | Rose       |       |
| Konomi Fujimura (藤村鼓乃美) | 20 novembre 1987  | Bleu clair |       |
| Haruka Mikami (三上遥香)     | 27 janvier        | Rouge      |       |
| Chisato Mori (森千早都)      | 13 mars 1989      | Vert       |       |

## Discographie

### Participations
Compilation
- 2015 :  Idol Bakari Pizzicato -Konishi Yasuharu × T-Palette Records